# Eth Cau de Naut
L'Eth Cau de Naut és una muntanya de 1.805 metres que es troba al municipi de Les, a la comarca de la Vall d'Aran.